# Martin Dirkov
Pour les articles homonymes, voir Dirkov.
Martin Juel Dirkov est un compositeur, sound designer et musicien danois.

## Biographie
Martin Dirkov est diplômé de l'École de cinéma du Danemark en 2011. Il vit et travaille à Copenhague.
Il est nommé pour la meilleure partition originale aux Roberts (Prix du cinéma danois) en 2017 pour sa composition dans Shelley puis, en 2021, pour sa composition dans Shorta. Il remporte ce Roberts en 2023 pour son travail dans Les Nuits de Mashhad d'Ali Abbasi.

## Filmographie partielle

### Au cinéma
- 2010 : Heavy Heads (court métrage)
- 2010 : 1989: Dengang jeg var 5 år gammel (court métrage)
- 2010 : The Night Cap  (court métrage)
- 2011 : Noter fra kælderen (court métrage)
- 2012 : Ballerina (da), film documentaire de Maja Friis sur la danseuse de ballet et chorégraphe suédoise Elsa-Marianne von Rosen
- 2012 : Turbo (court métrage)
- 2013 : Fucking tøs (court métrage)
- 2013 : Flokken (court métrage)
- 2013 : Pine Ridge (da) (film documentaire)
- 2013 : Min bror (court métrage)
- 2014 : Rodløs (court métrage)
- 2014 : Forsøget (da)
- 2016 : Shelley d'Ali Abbasi
- 2017 : I Will Always Love You Kingen (court métrage)
- 2017 : The Charmer de Milad Alami
- 2018 : Holiday d'Isabella Eklöf
- 2018 : Border (Gräns) d'Ali Abbasi
- 2018 : Fantasy Fantasy
- 2019 : For enden af regnbuen (court métrage)
- 2019 : Don't Give a Fox (cy)
- 2020 : Lever Elsker Savner
- 2020 : Shorta d'Anders Ølholm et Frederik Louis Hviid
- 2021 : Knocking
- 2021 : Night of the Living Dicks (court métrage)
- 2021 : Min bror, mit hjem (da)
- 2021 : The Soccer Player (court métrage)
- 2022 : Les Nuits de Mashhad d'Ali Abbasi
- 2024 : The Apprentice d'Ali Abbasi
- 2025 : L'Ultime Braquage de Frederik Louis Hviid

### À la télévision
- 2014 : Lovebirds (da)  (téléfilm)
- 2020 :  Quand revient le calme  (série télévisée, 10 épisodes)
- 2022 : Drømmeren (pt)  (série télévisée, 6 épisodes)

## Récompenses et distinctions
- (en) Martin Dirkov: Awards, sur l'Internet Movie Database